# Katarsko-saudijska granica
Granica između Katara i Saudijske Arabije duga je 87 km, a proteže se od obale Bahreinskog zaljeva na zapadu do obale Perzijskog zaljeva na istoku.

## Opis
Granica počinje na zapadu u Zaljevu Salwah, nastavlja se kopnom preko 4-5 ravnih linija (karte se razlikuju po točnom prikazu) koje tvore široki luk koji završava na istoku u predjelu Khawr al Udayd.

## Granica Katara i UAE
Prije potpisivanja ugovora iz Đžede 1974. između Saudijske Arabije i UAE nije bilo jasno ima li Katar granicu s UAE-om, a karte su obično prikazivale dugačku emiratsku "ručku" koja dodiruje Katar. Ovaj ugovor dao je Saudijskoj Arabiji pristup Khawr al Udaydu, čime je uklonjena svaka mogućnost da Katar dijeli granicu s UAE.

## Povijest
Povijesno gledano, u ovom dijelu arapskog poluotoka nije postojala jasno definirana granica. Od 1868. Ujedinjeno Kraljevstvo je kontroliralo Katar kao de facto protektorat što je formalizirano 1916. Unutrašnjost Arabije sastojala se od slabo organiziranih arapskih grupacija, koje su povremeno stvarale emirate, od kojih je najistaknutiji bio emirat Nedžd i Hasa pod vlašću obitelji al-Saud. Britanija i Osmansko Carstvo teoretski su podijelili svoja područja utjecaja putem tzv. "Plave" i "Ljubičaste linije" 1913. – 14.
Tijekom Prvog svjetskog rata arapska pobuna, podržana od Britanije, uspjela je ukloniti Osmanlije s većeg dijela Bliskog istoka; u razdoblju nakon ovoga Ibn Saud je uspio znatno proširiti svoje kraljevstvo, na kraju proglasivši 1932. Kraljevinu Saudijsku Arabiju. Ibn Saud je odbio priznati angloosmanske linije i polagao je pravo na velike dijelove istočnog arapskog zaleđa (tzv. 'Linija Hamza'). 
Dana 25. studenog 1935. britanski dužnosnici sastali su se s Ibn Saudom u pokušaju da do kraja definiraju granicu između novog kraljevstva i njihovih obalnih protektorata, uključujući Katar. Konferencija se pokazala neuspješnom, a pitanje je ostalo neriješeno. Prema britanskom dokumentu napisanom 1936., glavni uzrok trvenja u teritorijalnom sporu vrtio se oko mjesta gdje bi jugozapadne granice Katara trebale završiti. Vladari i Katara i Saudijske Arabije tvrdili su da postoji povijesni presedan za njihovu kontrolu područja Dohat Salwa, međutim, Ibn Saud je tvrdio da mu je katarski šeik prethodno ustupio ovaj teritorij, što je šeik odlučno porekao. U pismu je stajalo: 
Konferencija se pokazala neuspješnom, a pitanje je ostalo neriješeno. Godine 1955., nakon pokušaja Saudijske Arabije da uspostavi svoju kontrolu nad oazom Buraimi na granici između Omana i Trucijskih država, Britanija je izjavila da će od sada jednostrano koristiti malo izmijenjenu verziju 'Rijadske linije' iz 1935. godine. 
Granični ugovor između Katara i Saudijske Arabije sklopljen je 1965. godine, no precizni uvjeti njegove provedbe dugo su godina bili predmet spora između dviju država. U rujnu 1992. došlo je do napetosti između tih država kada su saudijske snage navodno napale katarski granični prijelaz, što je rezultiralo smrću dva katarska vojnika i zatvaranjem trećeg. Dogovor o granici postignut je između dvije strane 1999. godine, a konačni ugovor potpisan je 2001.
Nakon ozbiljnog pogoršanja odnosa Saudijske Arabije i Katara 2017. granica je zatvorena. U lipnju 2018. Saudijska Arabija je objavila da planira izgradnju 61 km kanala Salwa koji prolazi uz saudijsku stranu graničnog prijelaza Salwa po cijeni od 745 milijuna dolara. Kanal bi trebao fizički odvojiti Katar od njegove jedine kopnene granice i praktički ga učiniti otokom. Mediji u Saudijskoj Arabiji nagovijestili su mogućnost da saudijska vlada dijelove kanala odvoji za vojne potrebe i za odlagalištu nuklearnog otpada. Granica je ponovno otvorena 4. siječnja 2021.

## Granični prijelazi
- Abu Samra[17][18]